# Нарізні виробки
Нарізні виробки (рос. выработки нарезные, англ. face headings, face entries, development workings, нім. voraufgefahrene Abbaustrecken f pl, Pfeilerstrecken f pl, Herrichtungsbau m, Herrichtungsbetrieb m) — служать для розділення вийманих (виїмкових) полів і блоків шахт на очисні дільниці. Н.в. використовуються для пересування людей, доставки гірничої маси (корисних копалин), матеріалів і обладнання, для вентиляції, водовідливу, прокладання силових кабелів і ін. комунікацій в межах очисної дільниці.
У залежності від потужності пласта і призначення їх проводять по пласту корисної копалини, з присічкою бічних порід, рідко — по породі.
При розробці пластових родовищ до складу Н.в. входять:
- поверхові і підповерхові штреки (застосовують при відробці пологих, похилих і крутих пластів стовпами за простяганням);
- бремсберґи і похили (при відробці пологих і похилих пластів стовпами за падінням або підняттям);
- просіки — виробки, що проводяться паралельно трансп. штреку по пласту корисної копалини (рідко з присічкою бічних порід) за його простяганням;
- печі — виробки, що проводяться по пласту для з'єднання штреків з просіками;
- скати — для спуску гірських порід або ін. вантажів, а іноді і для пересування людей та вентиляції;
- хідники (обладнані сходами для пересування людей);
- вентиляційні, водоспускні і ін. виробки.

До Н.в. при розробці непластових родов. відносять:
- підповерхові штреки і орти,
- виробки горизонту повторного дроблення,
- рудоспуски,
- виробки горизонту підсічки,
- збійки та ін.

Проходять Н.в., по можливості, комбайнами, а на пластах меншої потужності — нарізними машинами.